# Mark Joyce
Pour les articles homonymes, voir Joyce.
Mark Joyce, né le 11 août 1983 à Walsall dans le comté de Midlands de l'Ouest, en Angleterre, est un joueur anglais professionnel de snooker. 
Sa carrière est principalement marquée par une finale dans un tournoi comptant pour le classement, le Masters de Riga, finale qu'il a perdu contre Yan Bingtao.  

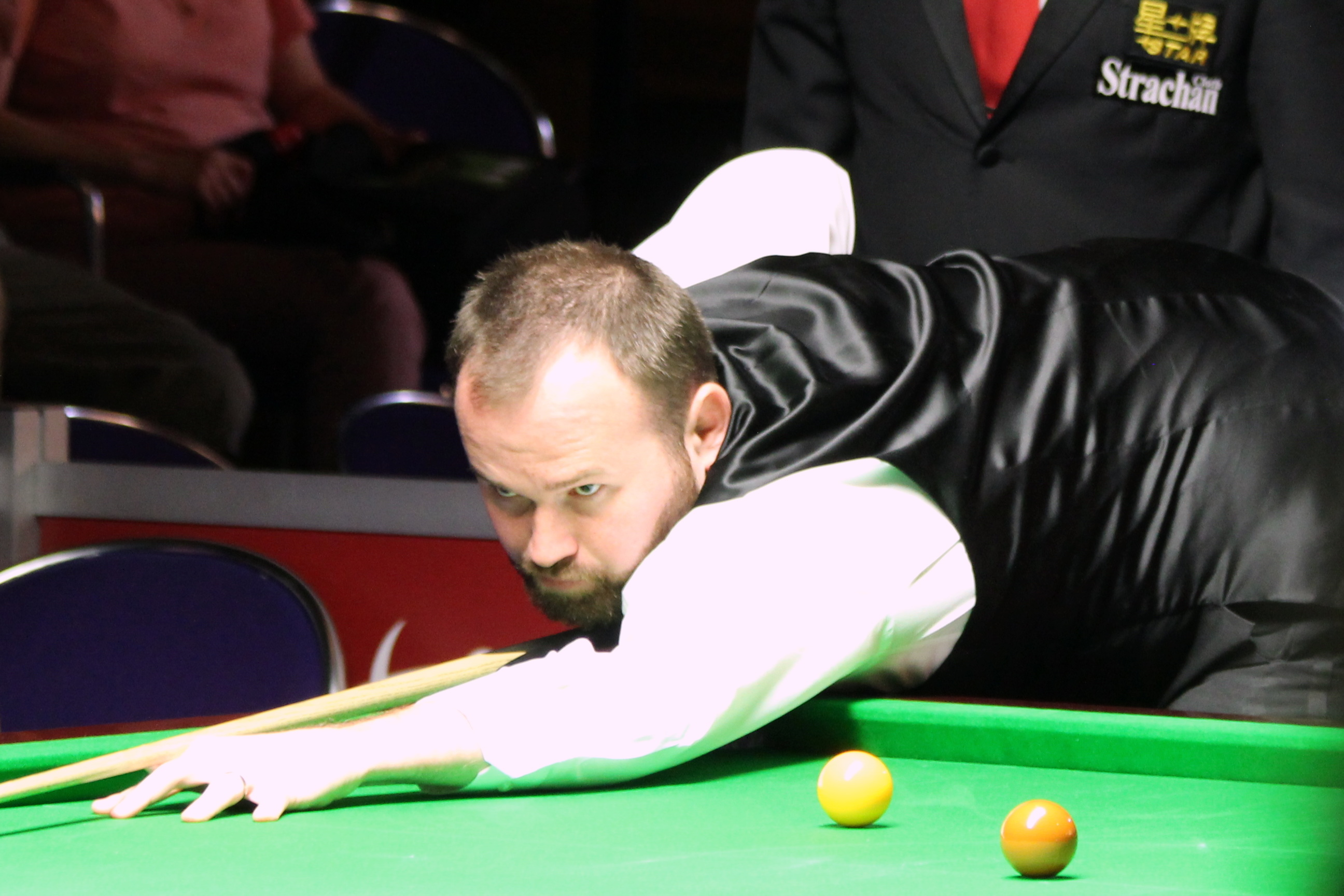
Joyce en 2016

## Carrière
En 2001, Joyce remporte le titre de champion d'Europe dans la catégorie des moins de 21 ans, et échoue en finale l'année suivante. Il accède au circuit professionnel en 2006 grâce à de bons résultats sur le circuit PIOS (victoire dans la deuxième épreuve et finale perdue dans la quatrième), qui le font terminer à la cinquième place du classement général,. Ses débuts sur le circuit principal sont mitigés mais il parvient tout de même à conserver sa place parmi les joueurs professionnels lors des saisons suivantes. 
En 2009, Joyce est tout proche d'obtenir une place au Masters de snooker, un tournoi prestigieux qui rassemble l'élite du snooker mondial. En effet, un tournoi de qualification organisé en novembre 2008 offre au vainqueur la possibilité de concourir dans ce tournoi. Joyce échoue à une marche du précieux sésame, étant battu en finale contre Judd Trump.  
Il réalise son premier quart de finale en 2010, au championnat du Royaume-Uni, battant le no 3 mondial Ali Carter puis un jeune joueur en devenir, Judd Trump. Il s'incline ensuite contre Mark Williams malgré une rencontre disputée (9-7). Le joueur anglais réitère à l'Open mondial 2014 où il est défait contre Marco Fu, et au Masters d'Allemagne 2016 (défaite contre Luca Brecel). D'ailleurs, il culmine au meilleur classement de sa carrière en novembre 2014 (29e). 
Sa meilleure saison est certainement celle de 2017-2018, durant laquelle il atteint trois quarts de finale. Il commence par atteindre ce stade au Masters de Riga et au classique Paul Hunter. Dans le deuxième tournoi, il passe à deux doigts de rejoindre une première demi-finale puisqu'il perd dans la manche décisive contre Mitchell Mann (4-3). En fin d'année, il rejoint à nouveau les quarts de finale au championnat du Royaume-Uni où là aussi il passe proche de l'exploit contre Ryan Day (défaite 6-5). Au passage, Joyce signe l'une des plus belles victoires de sa carrière contre l'Australien Neil Robertson. 
Pourtant, le meilleur résultat de la carrière de Joyce arrive deux saisons plus tard au Masters de Riga, premier tournoi de la saison 2019-2020. Il y bat notamment Jack Lisowski et Kurt Maflin en demi-finale, tous deux dans la manche décisive,. Malgré une entame convaincante, il doit finalement s'incliner en finale contre le jeune chinois Yan Bingtao (5-2).  
En avril 2021, Joyce se qualifie pour son premier championnat du monde, après plusieurs échecs au dernier tour de qualification. Cette fois, il saisit sa chance en battant le modeste brésilien Igor Figueiredo, 10 manches à 7. Au premier tour, il affronte le tenant du titre Ronnie O'Sullivan et s'incline sèchement malgré une rencontre décousue (10-4). 
Après près de vingt années de présence continue sur le circuit principal, Mark Joyce est relégué sur le circuit amateur à la fin de la saison 2023-2024, étant classé à la 73e place mondiale, une place éliminatoire.  
En dehors des tournois principaux, il compte deux victoires en tournoi pro-am ; le Pink Ribbon 2011 et l'Open de Vienne 2019.   

## Vie privée
Joyce pratique principalement au Qbar snooker club à Walsall Wood, bien qu'il ait dit dans une interview qu'il se déplace au moins une fois par semaine pour pratiquer avec d'autres joueurs afin de se tenir en forme. Il est un fan de Manchester United et est un golfeur passionné.
En 2010, Joyce a été victime d'une attaque à l'extérieur d'une boîte de nuit à Birmingham après une dispute dans un bar. Il a subi une fracture du coude et des problèmes de vue qui ont conduit à une réduction de son temps de jeu au cours des six premiers mois de 2011.

## Palmarès
| Légende | Catégorie                        | Titres                         | Finales                        |
|         | Tournois classés                 | 0                              | 1                              |
|         | Tournois non classés             | 0                              | 1                              |
|         | Tournois pro-am                  | 2                              | 0                              |
|         | Tournois du circuit du challenge | 0                              | 1                              |
|         | Tournois amateurs                | 4                              | 2                              |
| Gras    | Tournois de la triple couronne   | Tournois de la triple couronne | Tournois de la triple couronne |

### Titres
| Saison    | Nom du tournoi                                   | Lieu          | Finaliste        | Score | Tableau |
| 2001      | Championnat d'Europe amateur des moins de 19 ans | Bad Wildungen | David Donovan    | 6-3   |         |
| 2005      | Open d'Angleterre amateur                        |               | Andy Lee         | 8-3   |         |
| 2005-2006 | Séries internationales Pontins (épreuve 2)       | Prestatyn     | James Leadbetter | 6-3   |         |
| 2006      | Championnat d'Angleterre amateur                 |               | Martin O'Donnell | 8-3   |         |
| 2011-2012 | Pink Ribbon                                      | Gloucester    | Michael Holt     | 4-0   |         |
| 2019-2020 | Open de Vienne                                   | Vienne        | Mark King        | 5-4   | Tableau |

### Finales
| Saison    | Nom du tournoi                                   | Lieu      | Finaliste        | Score | Tableau |
| 2002      | Championnat d'Europe amateur des moins de 19 ans | Carlow    | Robert Shanks    | 3-6   |         |
| 2005-2006 | Séries internationales Pontins (épreuve 4)       | Prestatyn | Colm Gilcreest   | 3-6   |         |
| 2006-2007 | Épreuve qualificative au Masters                 | Londres   | Judd Trump       | 1-6   |         |
| 2019-2020 | Masters de Riga                                  | Riga      | Yan Bingtao      | 2-5   | Tableau |
| 2024-2025 | Q Tour Play-offs                                 | Antalya   | Steven Hallworth | 5-10  |         |